# خورخي كاستيلو
خورخي كاستيلو (بالإسبانية: Jorge Castillo)‏ هو نحات ورسام إسباني، ولد في 16 يونيو 1933 في بونتيفيدرا في إسبانيا.